# الدورة 5 للجنة التراث العالمي
الدورة الخامسة للجنة التراث العالمي انعقدت في الفترة ما بين 26 أكتوبر وحتى 30 أكتوبر من العام 1981، وذلك في مدينة سيدني بأستراليا.

## الأعضاء
- الجزائر
- الأرجنتين
- أستراليا
- بلغاريا
- الإكوادور
- مصر
- فرنسا
- غينيا
- إيران
- العراق
- إيطاليا
- نيبال
- نيجيريا
- باكستان
- بنما
- السنغال
- السودان
- سويسرا
- تونس
- الولايات المتحدة